# Заходы (Лельчицкий район)
Заходы (бел. Заходы) — деревня в Буйновичском сельсовете Лельчицкого района Гомельской области Беларуси.
На западе и юге лес.

## География

### Расположение
В 30 км на северо-восток от Лельчиц, 41 км от железнодорожной станции Ельск (на линии Калинковичи — Овруч), 189 км от Гомеля.

### Гидрография
На востоке мелиоративные каналы.

## Транспортная сеть
Транспортные связи по просёлочной, затем автомобильной дороге Лельчицы — Мозырь. Планировка состоит из прямолинейной меридиональной улицы, которая на севере раздваивается. Деревянные крестьянские усадьбы расположены редко, двусторонне.

## История
Согласно письменным источникам известна с XIX века как селение в Буйновичской волости Мозырского уезда Минской губернии. В 1879 году упоминается как хутор. В 1930 году организован колхоз. Во время Великой Отечественной войны в июле 1943 года оккупанты сожгли деревню и убили 31 жителя. Согласно переписи 1959 года в составе колхоза «Рассвет» (центр — деревня Буда-Софиевка).
С 2014 года заброшена, постоянных жителей нет. На 2024 год в деревне осталось 2 дома, остальные срыты.

## Население

### Численность
- 2004 год — 14 хозяйств, 25 жителей.

### Динамика
- 1897 год — 15 дворов, 96 жителей (согласно переписи).
- 1917 год — 211 жителей.
- 1921 год — 39 дворов.
- 1940 год — 50 дворов, 154 жителя.
- 1959 год — 238 жителей (согласно переписи).
- 2004 год — 14 хозяйств, 25 жителей